# Territoire neutre
Un territoire neutre est un territoire (et non un État souverain) qui ne fait pas partie intégrante d'un État (ni indépendant, ni dépendant d'un seul État, ni colonisé, ni sous protectorat, ni en concession, et qui n'est pas terra nullius), mais fait l'objet d'un accord en vertu du droit international entre au moins deux parties (États riverains en général et/ou leurs colonisateurs, etc.) sans qu'aucun n'établisse de contrôle effectif, du moins pendant la durée de la validité de l'accord.
Quand il est à la frontière d'une zone délimitée d'au moins un des partenaires, le terme zone neutre peut s'appliquer. Dans de nombreux cas, une zone neutre est également une zone démilitarisée.

## Exemple
- Aujourd'hui, l'Antarctique est un territoire neutre, bien que des revendications existent, mais sont figées jusqu'en 2041.
- En 1947 Jérusalem devait l'être selon l'ONU.

## Sources et références
- WorldStatesmen
- Catholic Encyclopaedia- Indo-china